# 詹姆斯·菲尔兹
詹姆斯·菲尔兹（英語：James L. Fields）为一位美国音讯工程师，他曾2次提名奥斯卡最佳音响效果奖。他在45年的职业生涯中参与超过400部电影的制作。

## 精选影视作品
- 淘金记 (1942)[1]
- 这就是华盛顿（英语：So This Is Washington） (1943)[2]